# Iron Man 3
 For alternative betydninger, se Iron Man (flertydig). (Se også artikler, som begynder med Iron Man)
Iron Man 3 er en amerikansk superheltefilm, der omhandler karakteren Iron Man fra Marvel Comics. Filmen er produceret af Marvel Studios og distribueres af Walt Disney Pictures. Filmen er efterfølger til Iron Man og Iron Man 2, og syvende projekt i Marvel Cinematic Universe. Den er desuden den første større udgivelse i denne serie siden sammenblandings filmen The Avengers. Shane Black instruerer filmen ud fra et manuskript han skrev i samarbejde med Drev Pearce. Manuskriptet er baseret på Extremis' story arc af Warren Ellis. Jon Favreau som instruerede de første to film medvirker som executive producer sammen med Kevin Feige. Robert Downey Jr. gentager sin rolle som Tony Stark. Gwyneth Paltrow, Don Cheadle og Favreau gentager ligeledes deres roller som henholdsvis Pepper Potts, James Rhodes og Happy Hogan. Filmens resterende hovedrolleindehavere er Guy Pearce, Rebecca Hall, Stephanie Szostak, James Badge Dale og Ben Kingsley.
Efter udgivelsen af Iron Man 2 aftalte Marvel Entertainments nye moderselskab, The Walt Disney Company, at betale distributøren på de to første Iron Man-film, Paramount Pictures, $115 milloner for distributionsrettighederne til hele verden på både Iron Man 3 og The Avengers. Favreau besluttede ikke at vende tilbage som instruktør. Black blev hyret som filmens instruktør i februar 2011. I løbet af april og maj 2012 blev filmens resterende rollebesætning fundet. Kingsley, Pearce og Hall blev ansat til at spille vigtige roller. Optagelserne begyndte den 23. maj 2012, hvor man primært optog i North Carolina. Yderlige optagelser fandt sted i Florida og Kina. Iron Man 3 havde en planlagt amerikansk udgivelse den 3. maj 2013. Filmen blev konverteret til 3D.

## Medvirkende
- Robert Downey Jr. som Tony Stark / Iron Man
- Gwyneth Paltrow som Pepper Potts
- Don Cheadle som James Rhodes / War Machine
- Jon Favreau som Happy Hogan
- Guy Pearce som Aldrich Killian
- Rebecca Hall som Maya Hansen
- Ben Kingsley som Trevor Slattery